# Bavia valida
Bavia valida är en spindelart som först beskrevs av Eugen von Keyserling 1882.  Bavia valida ingår i släktet Bavia och familjen hoppspindlar. Inga underarter finns listade.

## Bildgalleri

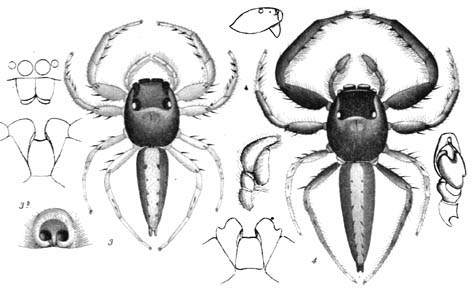